# Bystrzyca (biflod till Oder)

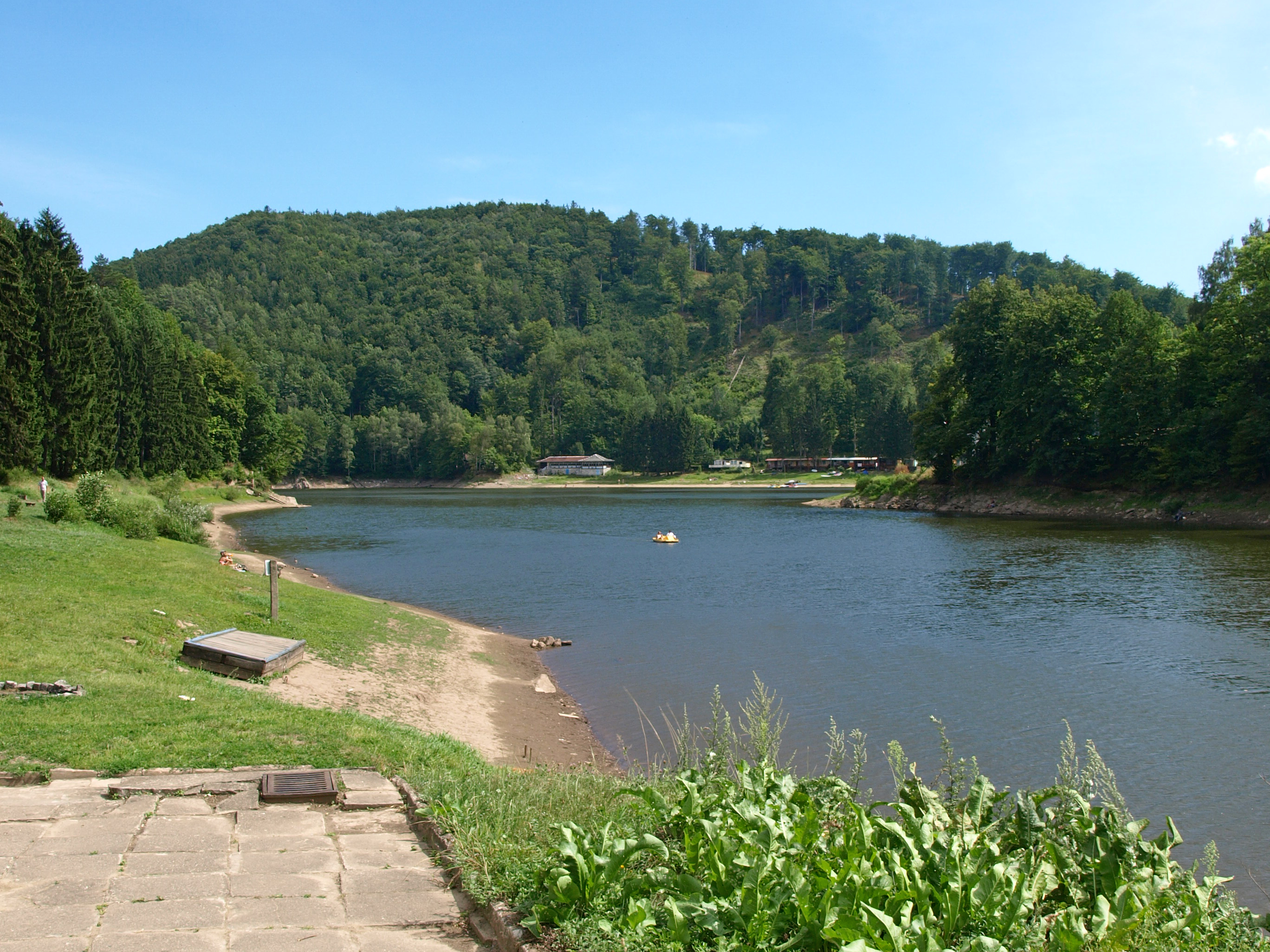
Bystrzyca vid Lubachów.

Bystrzyca, tyska: Schweidnitzer Weistritz, är en 95 kilometer lång biflod till floden Oder, belägen i Nedre Schlesiens vojvodskap i sydvästra Polen. Floden har sin källa nära byn Bartnica i Nowa Rudas landskommun i Ugglebergen och rinner genom städerna Głuszyca, Jedlina-Zdrój, Kąty Wrocławskie och Świdnica på vägen norrut. Floden har sin mynning i Oder i stadsdelen Leśnica i storstaden Wrocław.

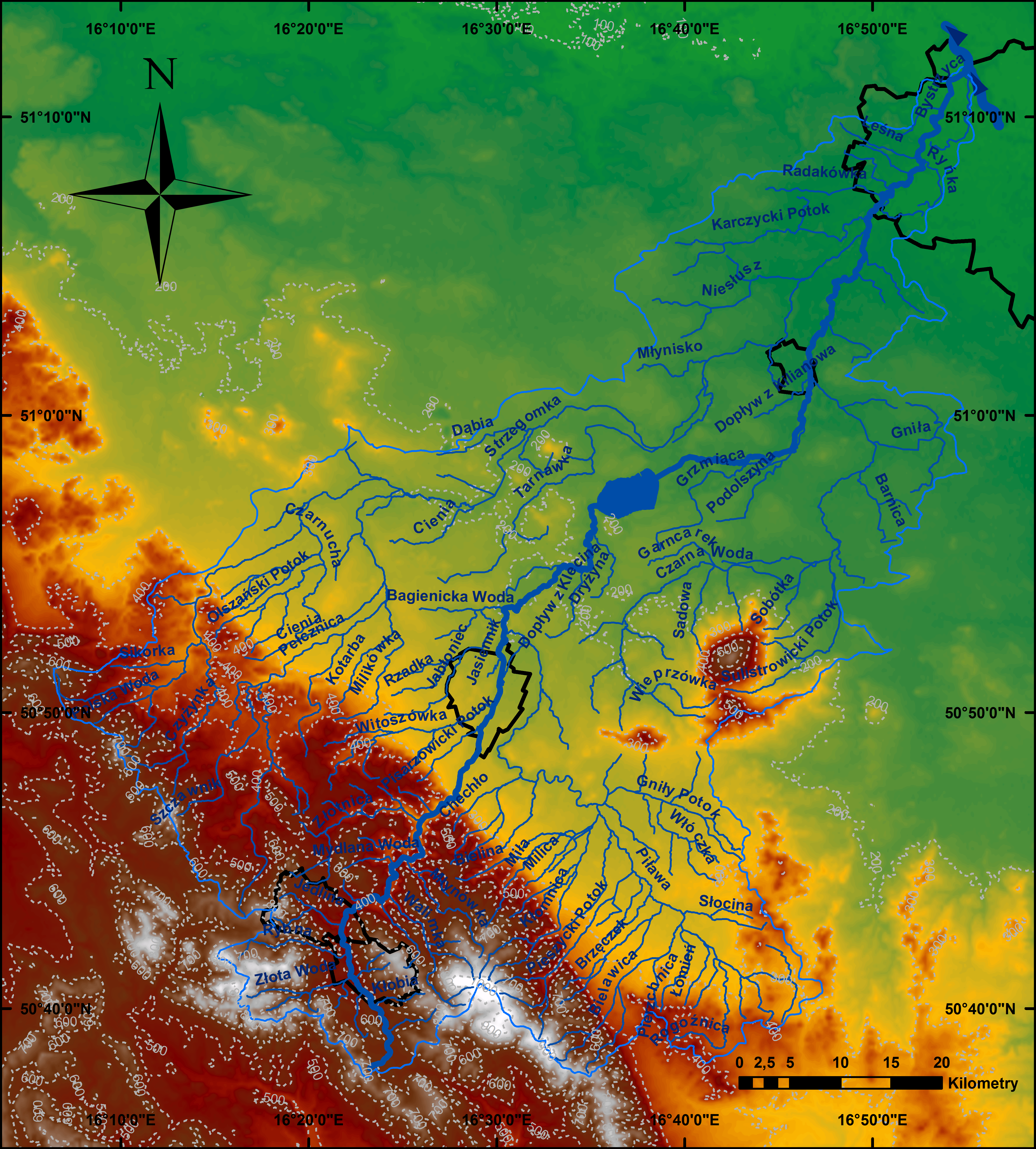
Bystrzycas avrinningsområde och bifloder.